# II Most Wanted
Singles de Beyoncé
16 Carriages (en)
(2024) Bodyguard
(2025)
II Most Wanted est une chanson, de 2024, de l'auteure-compositrice et interprète américaine Beyoncé. Le titre est interprété avec la collaboration de l'auteur-compositeur-interprète américain Miley Cyrus. Elle a été écrite et produite par les deux artistes avec Ryan Tedder, Michael Pollak, Shawn Everett et Jonathan Rado. Le titre est présent sur son huitième album Cowboy Carter et est le troisième single de l'album. Le duo a remporté le Grammy Awards de la meilleure performance country par un duo ou un groupe.

## Accueil critique
Brittany Spanos, de Rolling Stone, a jugé II Most Wanted comme la meilleure collaboration de Cowboy Carter et un « point culminant de la carrière » des deux chanteuses. Elle a comparé les personnages de Beyoncé et Cyrus à Butch Cassidy et Sundance Kid respectivement, louant la façon dont leurs voix « se fondent l'une dans l'autre au lieu de se battre pour les projecteurs ».
Kyle Denis de Billboard a classé II Most Wanted comme la troisième meilleure chanson de l'album, faisant l'éloge de leurs « tons fumés » qui « s'accordent à merveille ». Denis considère cette collaboration comme une collaboration dans laquelle les deux artistes sont au « sommet de leur art », ce qui fait de chaque choix stylistique « un coup de circuit ». Ils évoquent « un sentiment de gravité émotionnelle » qui fait que la chanson semble « beaucoup plus élevée ».

## Accueil commercial
La chanson a débuté à la dixième place du Billboard Global 200, devenant le troisième top 10 de Beyoncé, après Break My Soul (2022) et Texas Hold 'Em (2024), et le deuxième de Cyrus aprèsFlowers (2023).
Aux États-Unis, II Most Wanted débute à la sixième place du Billboard Hot 100, marquant le 23e top 10 de Beyoncé et le 13e de Cyrus. La chanson est également le troisième top 10 de Cowboy Carter, entrant dans le classement en même temps que Texas Hold 'Em et la reprise de Jolene. La même semaine, les trois chansons occupent les trois premières places du classement Hot Country Songs, II Most Wanted se classant à la deuxième place, faisant de Beyoncé la première artiste féminine à obtenir un tel résultat dans le classement.
Au Royaume-Uni, Collaboration fait ses débuts à la neuvième place de l'Official Singles Chart Top 100 le 5 avril 2024, l'une des trois chansons de Cowboy Carter à entrer dans le top 10 cette semaine-là. L'entrée simultanée de la reprise de Jolene dans le top 10 a porté le nombre de singles de Beyoncé dans le top 10 britannique à 24 et celui de Cyrus à 9.

## Classements hebdomadaires
| Classement (2024)              | Meilleure place |
| ------------------------------ | --------------- |
| Australie (ARIA)               | 16              |
| Autriche (Ö3 Austria Top 40)   | 55              |
| Canada (Canadian Hot 100)      | 17              |
| Danemark (Tracklisten)         | 27              |
| États-Unis (Billboard Hot 100) | 6               |
| États-Unis (Hot Country Songs) | 2               |
| France (SNEP)                  | 63              |
| Irlande (Irish Singles Chart)  | 27              |
| (Billboard Global 200)         | 10              |
| Norvège (VG-lista)             | 23              |
| Nouvelle-Zélande (RMNZ)        | 17              |
| Pays-Bas (Single Top 100)      | 27              |
| Portugal (AFP)                 | 25              |
| Royaume-Uni (UK Singles Chart) | 9               |
| Suède (Sverigetopplistan)      | 24              |
| Suisse (Schweizer Hitparade)   | 20              |